# Jaciment arqueològic del Mas d'en Galí
El Jaciment del Mas d'en Galí és un dels jaciments arqueològics més antics de Catalunya, que es troba a Medinyà (Gironès).. Està inclòs a l'Inventari del Patrimoni Arqueològic i Paleontològic de Catalunya.
Es tracta d'una estació a l'aire lliure del Paleolític inferior (Axelià), situada per damunt d'una terrassa alta del riu Ter, prop d'un torrent, en terrenys del mas d'en Galí de Medinyà.

## Descobriment
Va ser descobert l'any 1978 pel grup de recerques de l'Associació Arqueològica de Girona format per E. Jiménez, V. Garcia, R. Mora, J. Canal i E. Carbonell, que hi van recollir 128 peces d'indústria lítica, 63 de les quals són instruments, i la matèria més utilitzada és el quars, que es troba a les terrasses del Ter.

## Troballes
Predomina el grup de materials fets sobre còdols del Ter, essent menys abundant la indústria sobre fragment o esclat. Del conjunt destaquen el choppers (27 peces), chopping-tools (8 peces) i epannelés (6 peces). D'estris, els més caracteritzats són el ganivets de dors i les osques, fabricats sobre fragments o esclats. Hi manquen eines de tipus domèstic.
Predomina la talla unifacial, encara que la presència d'epannelé mostra el coneixement de la tècnica centrípeta, i els chopping-tools, la bifacial. De tot plegat es dedueix un procés tecnològic de desbast molt senzill, amb total absència de talla levallosiana.
Les matèries primeres utilitzades són materials al·luvials de l'entorn immediat, tot i que hi predomina el quars (83,6 per cent). Es tracta d'un conjunt d'aparença arcaica, amb un procés tecnològic de desbast molt senzill.
La funcionalitat de l'indret, a més de la situació elevada de control de la plana fluvial, ve donada també per la poca presència d'eines domèstiques. Podria tractar-se d'una estació semblant a la Pedra Dreta, destinada a la caça de mamífers.